# Pachygnatha unciniformis
Espèce
Pachygnatha unciniformis est une espèce d'araignées aranéomorphes de la famille des Tetragnathidae.

## Distribution
Cette espèce est endémique du Yunnan en Chine,. Elle se rencontre dans les préfectures de Dali et de Diqing.

## Description
Le mâle holotype mesure 5,25 mm et la femelle paratype 3,72 mm.

## Systématique et taxinomie
Cette espèce a été décrite par Huang, Wu, Yin, Xu et Chen en 2024.

## Publication originale
- Huang, Wu, Yin, Xu & Chen, 2024 : « Two new species of the long-jawed orb-weaving spider genus Pachygnatha Sundevall, 1823 (Araneae, Tetragnathidae) from southern China. » Zootaxa, no 5555(3), p. 385-406.